# Das Traumhotel – China
China ist ein deutsch-österreichischer Liebesfilm von Otto Retzer aus dem Jahr 2008. Der Fernsehfilm ist der zehnte Teil der Filmreihe Das Traumhotel.

## Handlung
Anna hat ihrem Vater Karl zum Urlaub eine Pekingreise geschenkt. Beide erreichen Peking und beziehen im Hotel von Markus Winter, Generalmanager der Siethoff Hotelgruppe, Quartier. Was Karl nicht weiß ist, dass Anna in Peking ihren Verlobten David Wang heiraten will. Der Mediziner und sie sind schon lange ein Paar, doch blockte Karl bisher jeden Versuch Annas ab, mit ihm über David zu reden. Grund dafür ist vor allem der plötzliche Tod von Annas Mutter. Seither klammert sich Karl an Anna. Vor ihm verheimlicht Anna auch, dass sie von David ein Kind erwartet. Selbst David ahnt davon nichts.
Im Hotel kommen auch Loretta Boehme und ihr Sohn Fabian an. Loretta ist im Land, um ein wertvolles Opfergefäß aus dem Ende der letzten Kaiserdynastie restaurieren zu lassen. Ihr Sohn Fabian ist wie immer an ihrer Seite, lässt sie ihn doch keine Minute aus den Augen. Vor zwei Jahren hatte er einen Motorradunfall und ist seither auf den Rollstuhl angewiesen, da er seine Beine nicht mehr bewegen kann. Während Loretta versucht, den bekannten Restaurator Thomas Ritter für die Wiederherstellung ihres Opfergefäßes zu gewinnen, besucht Fabian mit Markus Winters Tochter Leonie Klöster und verbringt schließlich eine Nacht meditierend in einem Kloster.
Vergeblich versucht Anna, ihrem Vater von der geplanten Hochzeit zu berichten. Karl jedoch ist davon überzeugt, dass Anna noch jung ist und zu Hause einen bodenständigen jungen Mann finden wird. Durch Zufall erfährt Karl, dass Anna in Peking heiraten will. Wütend lässt er sich in einer Rikscha davonfahren. Als er dem Fahrer einige Zeit später gestikulierend klarmachen will, dass er Hunger hat, bringt der Fahrer ihn stattdessen zum Krankenhaus, glaubt er doch, Karl leide an Bauchschmerzen. Hier erwartet David Karl und das Missverständnis klärt sich. David hat Karl erkannt und lädt ihn zum Essen ein. Karl schüttet ihm sein Herz aus und macht deutlich, dass Anna ihren Verlobten kaum lieben würde, hätte sie ihn Karl doch sonst viel eher vorgestellt. David verteidigt sich und Anna zwar, bekommt jedoch Zweifel an ihrer Liebe. Am Ende bemerkt Karl zwar, wem er sich anvertraut hat, doch kann er seine Worte nicht mehr zurücknehmen. David glaubt, Anna liebe ihn nicht, und trennt sich von ihr. Er fährt zu einem Bekannten aufs Land, um auf neue Gedanken zu kommen.
Anna gesteht Karl, dass sie ein Kind von David erwartet und macht deutlich, dass sie ihn liebt. Nun versucht Karl alles, um seinen Fehler wiedergutzumachen. Markus Winter führt Karl in die Etikette des Landes ein und beide besuchen Davids Vater Dr. Yong Wang, der wie der Sohn ebenfalls Arzt ist. Karl gibt sich große Mühe, um alle zwischenmenschlichen Regeln zu befolgen, und Dr. Yong Wang ist am Ende mit einer Verbindung seines Sohnes mit Anna einverstanden. Anna gesteht ihm, schwanger zu sein, und Dr. Yong Wang macht deutlich, dass er sich auch als Großvater sähe, wenn sein Sohn sich gegen Anna entscheiden würde. Karl und Markus Winter suchen David auf, doch zeigt der sich unnachgiebig. Karl vergisst die Etikette und spricht sich ehrlich aus. Zwar hat er den Eindruck, nicht überzeugt zu haben, hat jedoch alles versucht. Zurück in Peking meint Dr. Yong Wang, dass sein Sohn vielleicht nach ihm komme. Auch er habe Bedenkzeit gebraucht, um sich für seine Frau zu entscheiden. Wenig später steht David reumütig vor Anna und gesteht ihr seine Liebe. Beide kommen wieder zusammen und heiraten am Ende doch.
Loretta hat unterdessen den abweisenden Thomas Ritter dazu bringen können, das wertvolle Opfergefäß zu restaurieren. Aufgrund seines Drängens wird das Stück am Ende nicht nach Deutschland gebracht, sondern einem chinesischen Museum gespendet werden. Über die gemeinsamen Reisen zu Fachmännern für die damaligen Farben und Legierungen kommen sich beide näher. Auch wenn Loretta jede neue Beziehung abweisen will, habe sie doch einen Beruf und sei mit der Pflege von Fabian eingespannt, gesteht sie sich am Ende, dass sie sich in Thomas verliebt hat. Beide werden ein Paar. Auch für Fabian gibt es ein gutes Ende. Bei einer Meditationsübung im Kloster hatte er kurz das Gefühl, seinen ganzen Körper zu spüren. Markus Winter bringt Dr. Yong Wang dazu, Fabian zu behandeln, und tatsächlich stellt der erfahrene Mediziner fest, dass Fabians Nervenbahnen nicht durchtrennt, sondern nur blockiert sind. Er beginnt mit der Behandlung. Auf der Hochzeit von Anna und David bewegen sich plötzlich Fabians Zehen und der junge Mann bricht überglücklich in Tränen aus.

## Produktion
Das Traumhotel – China wurde vom 17. September bis 13. Oktober 2007 in Peking und Umgebung gedreht. Die Kostüme schuf Gabrielle Reumer, das Szenenbild stammt von Walter Dreier. Der Film erlebte am 18. Januar 2008 im Ersten seine Fernsehpremiere.

## Kritik
Der film-dienst nannte Das Traumhotel – China „konfektionierte Unterhaltung vor exotischer Kulisse. Zehnter Teil der anspruchslosen Fernsehreihe.“
TV Spielfilm befand: „Kitschiges aus der Olympia-Stadt 2008 mit nicht mehr ganz taufrischen TV-Stars. Ziel: Die ARD will Fernweh wecken. Ergebnis: Wir schalten um.“